# コカ・コーラ・テレコミュニケーションズ
コカ・コーラ・テレコミュニケーションズ（英語: Coca-Cola Telecommunications）（CCT） は、1986年に作成されたアメリカのテレビ会社で短命の番組販売のコロンビア・ピクチャーズ・テレビジョンの単位（その後、ザ コカ・コーラ カンパニーの単位となる）。
コロンビア・ピクチャーズ・テレビジョン初回実行時のシンジケーション部門との合併でザ・テレビジョン・プログラム・ソース。1984年10月15日に設立されたアラン・ベネット、ロバート・キング、コロンビア・ピクチャーズ・テレビジョンの間で合弁会社であった。
1988年2月8日に、同社は再編され、コロンビア・ピクチャーズ・テレビジョン・ディストリビューションとなった。

## 分散プログラムズ

### テレビプログラムズ
- 探偵ハード&マック（Hardcastle and McCormick）
- パンキー・ブリュースター（Punky Brewster）
- ザ・プライス・イズ・ライト（The Price Is Right）
- カード・シャークス（英語版）（Card Sharks）
- The New Gidget
- The Merv Griffin Show
- New Monkees
- That's My Mama（1987年パイロット）
- What's Happening Now!!

### テレビアニメ
- アニメ ゴーストバスターズ（The Real Ghostbusters）
- ダイノソーサーズ（Dinosaucers）
- ハルク・ホーガンのロックン・レスリング（英語版）（Hulk Hogan's Rock 'n' Wrestling）
- シルバニアファミリー（Sylvanian Families）（1987年）

### テレビスペシャル
- わんぱくデニス：恐竜ハンター（英語版）（Dennis the Menace: Dinosaur Hunter）
- ジュリーを満たす（Meet Juile）